# マルティン・レイム
マルティン・レイム（Martin Reim、1971年5月14日 - ）は、旧ソビエト連邦・エストニア・タルトゥ出身の元サッカー選手。サッカー指導者。現役時代のポジションはMF（ディフェンシブハーフ）。

## 経歴

### 選手時代
1992年にエストニア代表に選出。以降、代表の中心選手として長きに渡り活躍し、2009年に引退するまで代表戦で通算157試合に出場した。この出場記録はエストニア代表最多であり、また、2009年11月に隣国ラトビアのヴィターリイス・アスタフィエフスに抜かれるまで、ヨーロッパにおける代表戦の最多出場記録も保持していた。

### 指導者時代
現役引退後は指導者として、FCフローラ・タリン、育成年代のエストニア代表監督を歴任した後、2016年9月、エストニアフル代表の監督に就任した。

## 所属クラブ
- タリナ・レヴィド 1988
- タリナ・スポルト 1989
- ノールマ・タリン 1990-1991
- フローラ・タリン 1992-1999
- コトカンTP 1999-2000
- フローラ・タリン 2001-2008

## 代表
- エストニア代表 1992-2009

157試合出場14ゴール